# Atletik under sommer-OL 2020 - trespring (herrer)
Trespring for mænd under sommer-OL 2020 i Tokyo blev afholdt på Japans nationalstadion 30. juli og 1. august.

## Program
Alle tider er japansk standard tid (UTC+9)
| Dato                   | Tid  | Runde         |
| ---------------------- | ---- | ------------- |
| Tirsdag 3. august 2021 | 9:00 | Kvalifikation |
| Torsdag 5. august 2021 | 9:00 | Finale        |

## Resultater

### Kvalifikation
| Placering | Gruppe | Atlet                | Nation         | 1     | 2     | 3     | Distance | Noter            |
| --------- | ------ | -------------------- | -------------- | ----- | ----- | ----- | -------- | ---------------- |
| 1         | B      | Pedro Pichardo       | Portugal       | 16.98 | 17.71 | —     | 17.71    | Skabelon:AthAbbr |
| 2         | B      | Necati Er            | Tyrkiet        | x     | 16.70 | 17.13 | 17.13    | Q, SB            |
| 3         | A      | Zhu Yaming           | Kina           | 17.11 | —     | —     | 17.11    | Q                |
| 4         | A      | Cristian Nápoles     | Cuba           | 17.08 | —     | —     | 17.08    | Q, SB            |
| 5         | B      | Yasser Triki         | Algeriet       | 16.75 | 16.67 | 17.05 | 17.05    | Q                |
| 6         | B      | Donald Scott         | USA            | 17.01 | 16.43 | r     | 17.01    | q                |
| 7         | A      | Andrea Dallavalle    | Italien        | 16.99 | 16.59 | —     | 16.99    | q                |
| 8         | A      | Will Claye           | USA            | 16.78 | 16.88 | 16.91 | 16.91    | q                |
| 9         | B      | Emmanuel Ihemeje     | Italien        | 16.88 | x     | 16.28 | 16.88    | q                |
| 10        | B      | Fang Yaoqing         | Kina           | 16.79 | 16.69 | 16.84 | 16.84    | q                |
| 11        | B      | Melvin Raffin        | Frankrig       | 16.49 | 16.83 | 16.58 | 16.83    | q                |
| 12        | A      | Hugues Fabrice Zango | Burkina Faso   | 16.83 | 16.46 | 16.37 | 16.83    | q                |
| 13        | A      | Tobia Bocchi         | Italien        | 16.78 | 16.67 | 15.45 | 16.78    |                  |
| 14        | A      | Wu Ruiting           | Kina           | x     | 16.73 | 16.10 | 16.73    |                  |
| 15        | A      | Nazim Babayev        | Aserbajdsjan   | 16.38 | 16.30 | 16.72 | 16.72    | SB               |
| 16        | A      | Tiago Pereira        | Portugal       | 16.62 | 16.71 | 15.79 | 16.71    |                  |
| 17        | B      | Max Heß              | Tyskland       | 13.79 | 16.69 | x     | 16.69    |                  |
| 18        | B      | Chris Benard         | USA            | 16.44 | 16.59 | 16.49 | 16.59    |                  |
| 19        | B      | Benjamin Compaoré    | Frankrig       | 16.59 | 16.39 | 15.29 | 16.59    |                  |
| 20        | A      | Mateus de Sá         | Brasilien      | 16.49 | x     | 16.33 | 16.49    |                  |
| 21        | B      | Levon Aghasyan       | Armenien       | x     | 16.42 | x     | 16.42    |                  |
| 22        | B      | Ben Williams         | Storbritannien | x     | 16.30 | x     | 16.30    |                  |
| 23        | B      | Almir dos Santos     | Brasilien      | x     | 16.27 | 16.27 | 16.27    |                  |
| 24        | A      | Carey McLeod         | Jamaica        | 15.82 | 16.01 | x     | 16.01    |                  |
| 25        | B      | Pablo Torrijos       | Spanien        | 15.87 | x     | x     | 15.87    |                  |
| 26        | A      | Alexsandro Melo      | Brasilien      | 15.65 | r     | —     | 15.65    |                  |
| 27        | A      | Nelson Évora         | Portugal       | x     | 15.39 | x     | 15.39    |                  |
|           | A      | Lasha Gulelauri      | Georgien       | x     | x     | —     | NM       |                  |
|           | A      | Jean-Marc Pontvianne | Frankrig       | x     | x     | x     | NM       |                  |
|           | A      | Ruslan Kurbanov      | Usbekistan     | x     | r     | —     | NM       |                  |
|           | B      | Dimitrios Tsiamis    | Grækenland     | x     | r     | —     | NM       |                  |
|           | B      | Andy Díaz            | Cuba           | —     | —     | —     | DNS      |                  |

### Finale
| Placering                        | Atlet                | Nation       | 1     | 2     | 3     | 4               | 5               | 6               | Distance | Noter |
| -------------------------------- | -------------------- | ------------ | ----- | ----- | ----- | --------------- | --------------- | --------------- | -------- | ----- |
| 1                                | Pedro Pichardo       | Portugal     | 17.61 | 17.61 | 17.98 | x               | —               | x               | 17.98    | NR    |
| 2. plads, sølvmedaljemodtager(e) | Zhu Yaming           | Kina         | 16.63 | 17.41 | 17.11 | 17.16           | 17.57           | 15.02           | 17.57    | PB    |
| 3                                | Hugues Fabrice Zango | Burkina Faso | 15.91 | 16.83 | 17.47 | x               | 17.31           | 17.43           | 17.47    |       |
| 4                                | Will Claye           | USA          | 17.19 | x     | 17.44 | 16.69           | 17.04           | 17.36           | 17.44    | SB    |
| 5                                | Yasser Triki         | Algeriet     | 17.30 | 17.42 | 17.40 | 17.08           | 17.43           | 17.10           | 17.43    | NR    |
| 6                                | Necati Er            | Tyrkiet      | 16.84 | 15.27 | 17.25 | —               | x               | x               | 17.25    | SB    |
| 7                                | Donald Scott         | USA          | 17.15 | x     | 16.86 | 17.18           | 16.79           | 16.95           | 17.18    | =SB   |
| 8                                | Fang Yaoqing         | Kina         | 16.95 | 16.52 | 16.53 | 17.01           | 14.60           | 15.94           | 17.01    |       |
| 9                                | Andrea Dallavalle    | Italien      | 16.62 | 16.85 | 16.74 | Gik ikke videre | Gik ikke videre | Gik ikke videre | 16.85    |       |
| 10                               | Cristian Nápoles     | Cuba         | x     | 16.63 | x     | Gik ikke videre | Gik ikke videre | Gik ikke videre | 16.63    |       |
| 11                               | Emmanuel Ihemeje     | Italien      | x     | 16.52 | 16.04 | Gik ikke videre | Gik ikke videre | Gik ikke videre | 16.52    |       |
| 12                               | Melvin Raffin        | Frankrig     | x     | x     | x     | Gik ikke videre | Gik ikke videre | Gik ikke videre |          | NM    |